# Brzesko
Brzesko (udtale: [ˈbʐɛskɔ]  ( hør); Yiddish: בריגעל, Brigel) er en by i det sydøstlige Polen. Den ligger i voivodskabet Lillepolen (Województwo małopolskie) og har 16.193(2021) indbyggere, og et areal på 30,1 km². Den er administrationsby i powiat (amt) Brzesko. Den ligger cirka 25 km vest for Tarnów og 50 km øst for den regionale hovedstad Kraków.
Brzesko ligger ved floden Uszwica, langs den vigtige jernbanerute fra Kraków til Przemyśl, og langs europavej E40. Byen har en St. Jacob-kirke fra det 14. århundrede og et palads bygget af Goetz-familien (der grundlagde Okocim Bryggeri i det 19. århundrede. Andre historiske bygninger blev enten ødelagt i talrige krige, eller bybrande, såsom den store brand i 1904. Navnet Brzesko kommer formentlig af ordet brzeg (kyst), da byen ligger ved bredden af en flod.

## Historie
Byen blev grundlagt i 1385 af Spytko 2. af Melsztyn, borgherre i Biecz, med tilladelse fra dronning Jadwiga af Polen. Brzesko bevarer stadig den middelalderlige form af byens centrum med en markedsplads og den gotiske kirke St. Jacob fra 1447.
I 1440 byggede byen et hospital for de fattige, finansieret af Gregor af Sanok. Brzesko blev i 1772 annekteret af Østrig i Polens første deling. Derefter blev det en del af Galicien ved den østrigske deling (en) af Polen, som det tilhørte indtil Polen genvandt uafhængighed i 1918. Før det, i 1856, fik Brzesko en jernbanestation, langs en linje fra Kraków til Lwów.